# Metro w Bukareszcie
Metro w Bukareszcie – sieć kolei podziemnej w Bukareszcie, stolicy Rumunii, obsługiwana przez spółkę Metrorex. Jest jednym z najbardziej popularnych środków komunikacji miejskiej w rumuńskiej stolicy, z którego dziennie korzysta 600 tys. pasażerów. Łączna długość linii wynosi 77 km, na których znajdują się 63 stacje (2022).

## Historia
Pierwsze plany budowy metra w Bukareszcie powstały w latach 30. XX w., w związku z częściową przebudową miasta. W 1938 r. opracowano plan budowy metra, którego realizacja miała rozpocząć się w 1941 r., jednak została przerwana przez wybuch II wojny światowej. Kres tym planom położyło przejęcie władzy przez komunistów w 1948 r.
Na początku lat 70. XX w. zdecydowano się na realizację ambitnych planów z lat trzydziestych, do czego przyczynił się fakt, że istniejące środki komunikacji miejskiej nie były wystarczające do obsługi mieszkańców Bukaresztu, którego ludność stale rosła.
Sieć powstała stosunkowo szybko, na co wpływ miało przyjęcie wzorców z Europy Zachodniej. Wszystkie stacje były budowane w identyczny sposób, bez większych ozdób i dekoracji. Kładziono nacisk na szybkość przejazdu i nowoczesność. Wnętrze każdego przystanku ma kolor biały lub niebieski. Budowa postępowała szybko, a tabor dla metra produkowano w samej Rumunii.
Pierwszą linię budowano w latach 1979–1983. 16 listopada 1979 r. otwarto uroczyście pierwszy fragment linii M1, liczący 8,63 km i sześć stacji. W kolejnych latach postępowała budowa dalszej części pierwszej linii oraz dwóch następnych: M2 i M3, ukończoną w 1983 r., mającą 8,6 km długości, na której znajdowało się sześć przystanków. Sześć lat później oddano do użytku linię M2 (18,6 km i 14 stacji). W 2000 r. otwarto cztery przystanki linii M4. W lipcu 2011 r. linię przedłużono o 2,62 km, oddając do użytku dwie stacje. Dwie kolejne stacje oddano 31 marca 2017 przedłużając linię o kolejne 2,1 km.
Bukareszteńskim metrem zarządza spółka Metrorex, która w całości jest własnością rumuńskiego rządu i zarządzana jest przez Ministerstwo Transportu. Ostatnio pojawiły się plany połączenia zarządu metra z naziemnymi systemami transportu w jeden organ podporządkowany władzom miejskim, jednak wskutek protestów zrezygnowano z niego.

## Sieć
| Linia | Kolor     | Trasa                         | Otwarta w   | Długość | Liczba stacji |
| ----- | --------- | ----------------------------- | ----------- | ------- | ------------- |
| M1    | Żółty     | Dristor 2 ↔ Pantelimon        | 1979        | 31,7 km | 22            |
| M2    | Niebieski | Berceni ↔ Pipera              | 1986        | 18,6 km | 14            |
| M3    | Czerwony  | Anghel Saligny ↔ Preciziei    | 1983        | 22,2 km | 15            |
| M4    | Zielony   | Dworzec Północny ↔ Străulești | 2011 (2017) | 7,64 km | 8             |

Metro kursuje codziennie od godziny 5:30 do 23:00. W godzinach szczytu składy jeżdżą co 2-4 minuty, zaś w zwykłych porach co 6-10 minut.

## Plany na przyszłość
W najbliższym czasie planuje się budowę nowych linii: M5 i M6 oraz modernizację taboru.

### Linia M5 (pomarańczowa)

Linia M5

Planowana linia metra mająca połączyć zachodnią część miasta z centrum.
Planowane stacje:
- Râul Doamnei;
- Brâncuși;
- Valea Ialomiței;
- Romancierilor;
- Romancieliror;
- Parc Drumul Taberei;
- Drumul Taberei 34;
- Favorit;
- Orizont;
- Academia Militarǎ;
- Eroilor 3;
- Hașdeu;
- Cișmigiu;
- Universitate 2;
- Piața Iancului;
- Pantelimon

### Linia M6 (różowa)

Linia M6

Planowana linia licząca 13 stacji i 9 km długości. Koncepcja połączenia centrum stolicy z lotniskiem Bukareszt-Otopeni, leżącym 10 kilometrów na północ od miasta, oraz północno-wschodnią częścią miasta, pojawiła się na początku XXI w. W 2009 r. rząd rumuński rozpoczął negocjację z Japońskim Bankiem Współpracy Międzynarodowej, które zakończyły się 19 sierpnia, podczas wizyty premiera Emila Boca w Tokio, udzieleniem pożyczki w wysokości 700 milionów dolarów. Pieniądze z japońskiej pożyczki miały trafić do Rumunii we wrześniu 2009 i według wstępnego kosztorysu pokryć 3/4 kosztów budowy. Zgodnie z planami budowa linii miała zostać ukończona po 9 latach. Frekwencję podróżnych oszacowano na 150 tysięcy pasażerów dziennie, a kolejnych 100 tysięcy osób miało odczuć zmniejszenie natężenia ruchu ulicznego.

## Tabor
Bukareszteńskie metro korzysta z dwóch rodzajów zespołów trakcyjnych:
- ASTRA
- Bombardier

Kursujące na poszczególnych liniach pociągi są zestawiane z dwóch lub trzech zespołów. Zespoły trakcyjne typu ASTRA, wybudowane w latach 1978–1993 powoli są zastępowane przez nowsze bądź odnawiane we współpracy z CFR. Metrorex posiada obecnie 241 ASTR i 18 zespołów Bombardier. Te ostatnie kursują na liniach M2 i M4.

### System sygnalizacyjny

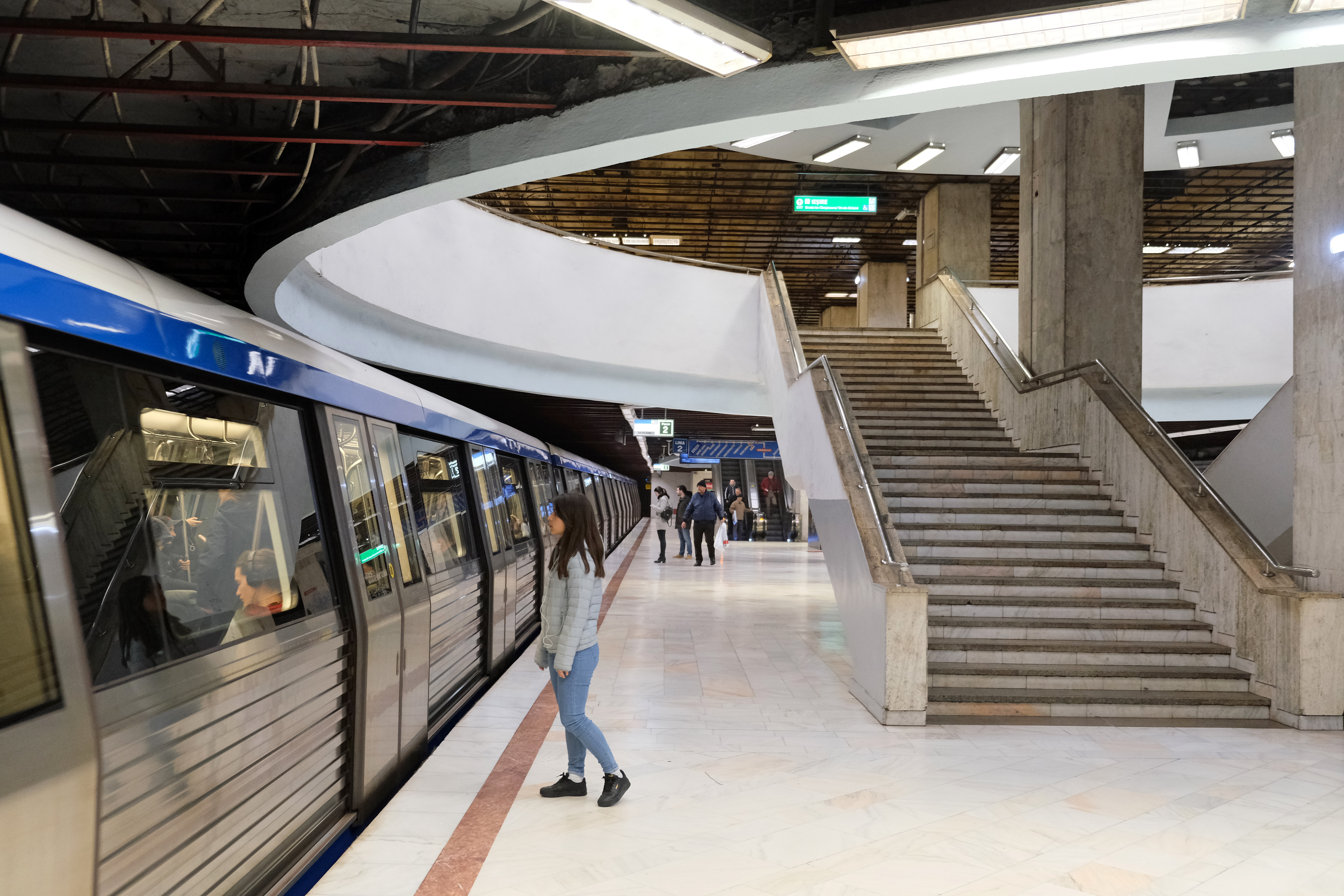
Jedna ze stacji metra – Universitate

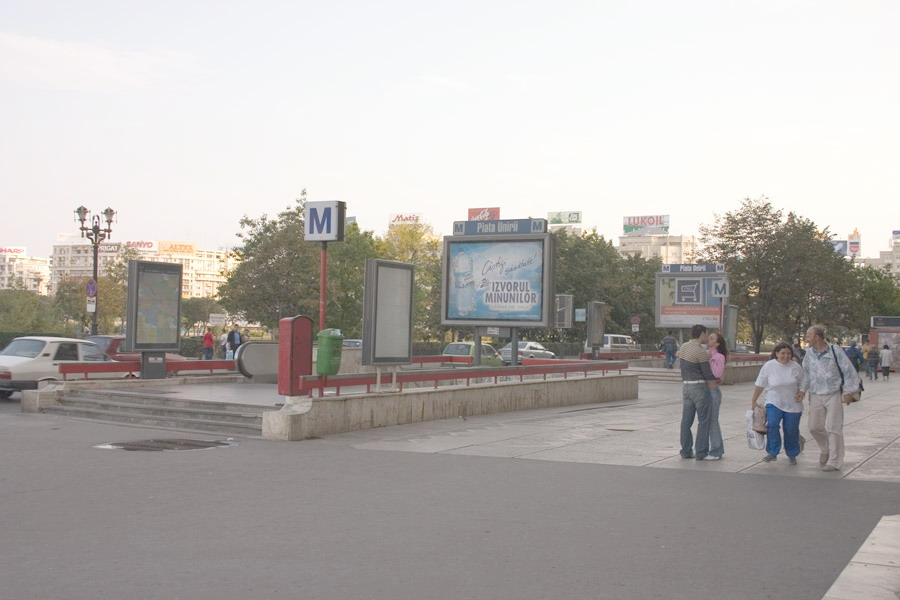
Wejście do stacji metra Piața Unirii

Używany system sygnalizacji jest podobny do wersji PZB wykorzystywanej przez rumuńskie koleje, z cewką indukcyjną umieszczoną na wewnętrznej części szyny, a nie na zewnątrz. Kolory sygnałów mają następujące znaczenie:
- czerwony: stop
- czerwony migający: sygnalizacja uszkodzona; dalsza jazda ze zmniejszoną prędkością (5-10 km/h) z gotowością do natychmiastowego zatrzymania pociągu
- żółty: jazda dozwolona, następny sygnał oznacza „stop”
- żółty migający: jazda z ograniczoną prędkością (30 km/h, o ile nie podano inaczej)
- zielony: jazda z największą dozwoloną prędkością, następny sygnał jest zielony
- zielony migający: jazda z największą dozwoloną prędkością, następny sygnał nie jest zielony